# Коллинз, Уилмот
Уилмот Коллинз (англ. Wilmot Collins; род. 15 октября 1963, Монровия) — американский государственный деятель. Политик либерийского происхождения, мэр города Хелена (штат Монтана) с 2018 года.

## Биография
В 1994 году переехал из Либерии в Хелену, имея статус беженца из-за Первой гражданской войны в Либерии. Подал прошение о предоставлении статуса беженца, чтобы присоединиться к жене, которая переехала в Монтану на два года раньше его. Впоследствии стал гражданином США и работал в министерстве здравоохранения и социальных служб штата Монтана, специализируясь на защите детей.
Более двух десятилетий был членом резерва ВМС США. Имеет двоих детей: дочь Джейми и сына Блисса. Уилмот Коллинз — двоюродный брат Хелен Купер, корреспондента Пентагона The New York Times.
7 ноября 2017 года одержал победу на выборах над действующим мэром Джеймсом Смитом, занимавшего должность четыре срока, набрав 51 % голосов. Стал первым чернокожим человеком, избранным мэром любого города в Монтане с момента обретения статуса штата в 1889 году.
13 мая 2019 года объявил о выдвижении своей кандидатуры в Сенат США от Демократической партии США. 9 марта 2020 года отказался поддержать кандидатуру губернатора Стива Буллока.
29 марта 2021 года объявил о своём намерении переизбраться на пост мэра Хелены. В своём заявлении перечислил благоприятный политический климат города, доступное жильё и финансирование основных услуг в качестве основных достижений в течение своего первого срока. Переизбрался на пост мэра Хелены 2 ноября 2021 года. Одержал победу над Сонду Гауб, набрав 67 % голосов, что сделало его первым чернокожим, переизбравшимся на любую государственную должность в штате Монтана.